# Futaba Channel
Futaba Channel (także 2chan) – japoński imageboard. Został uruchomiony w 2001 roku.
W 2003 roku powstał serwis 4chan, wzorowany na Futaba Channel.
W rankingu Alexa serwis był notowany globalnie na miejscu: 2495 (maj 2018), w Japonii: 160 (maj 2018).